# BMP-2

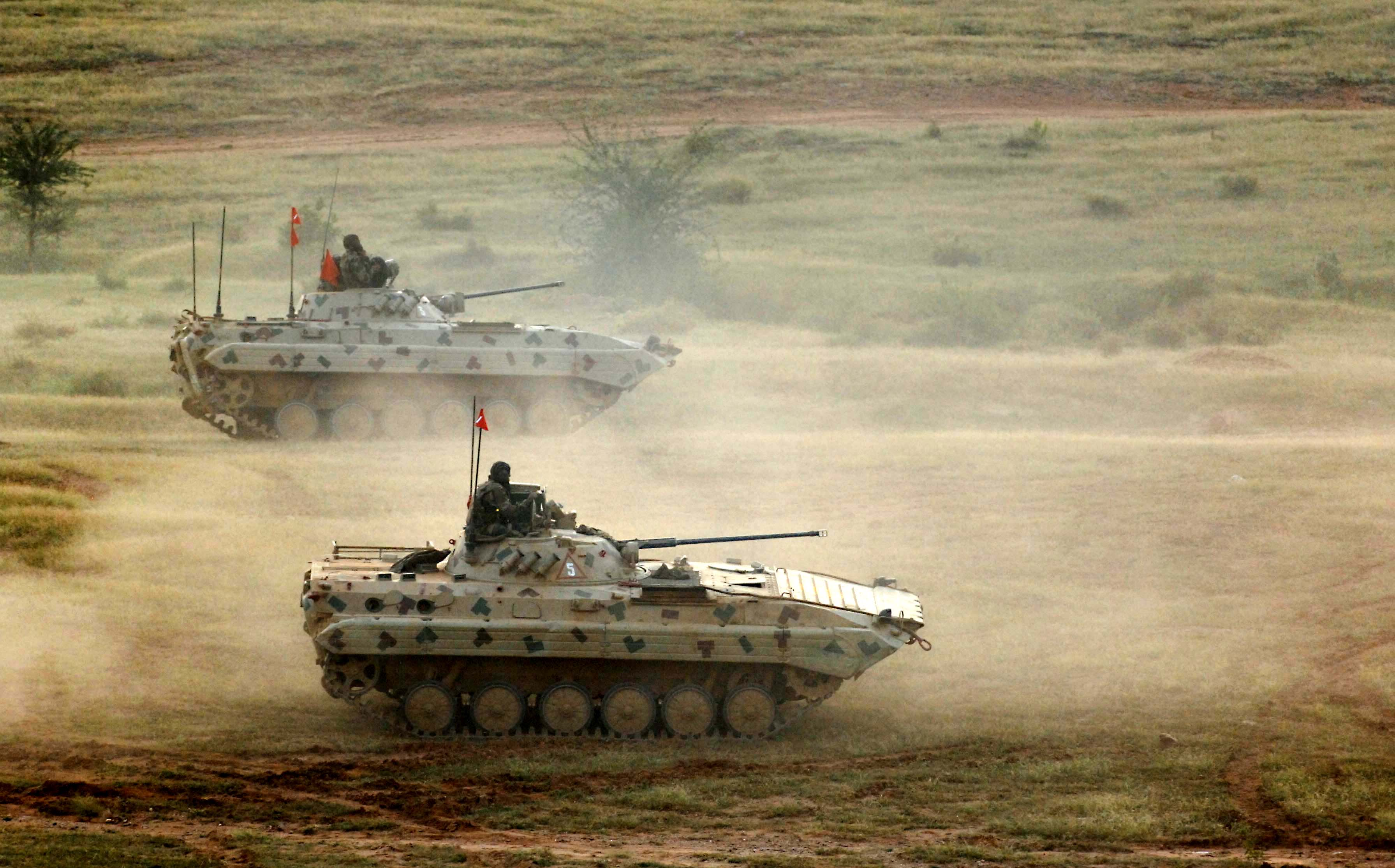
Um grupo de BMP-2 Sarath indianos.

O BMP-2 (Boyevaya Mashina Pekhoty; em russo: Боевая Машина Пехоты; veículo de combate de infantaria) é a segunda geração de veículos blindados de transporte de tropas introduzido pela União Soviética na década de 1980, como sucessor do BMP-1 (criado nos anos 60). Uma versão aprimorada, o BMP-3, foi lançada poucos anos depois.